# 31. Bayerische Theatertage Nürnberg 2013

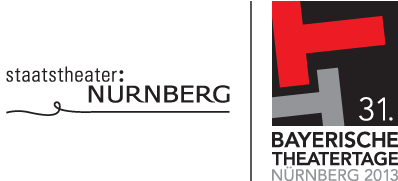
Logo der 31. Bayerischen Theatertage 2013

Die 31. Bayerischen Theatertage fanden vom 1. bis 16. Juni 2013 unter dem Motto Unendliche Welten in Nürnberg statt. Die Stadt war damit zum vierten Mal nach 1983, 1991 und 2000 Gastgeber der Bayerischen Theatertage, des größten bayerischen Theaterfestivals des Jahres.

## Programm
Bei den Bayerischen Theatertagen 2013 führten insgesamt 31 Ensembles von kleinen bis großen Bühnen aus ganz Bayern eines oder mehrere Stücke auf:

## Bühnen und Stücke
1. Staatstheater Nürnberg
  - 01. Juni 2013: Glaube Liebe Hoffnung (Schauspielhaus)
2. Otto-Falckenberg-Schule München
  - 01. Juni 2013: Das war auf einer Lichtung da sie zum ersten Mal Geld dafür nahm (Theater Pfütze)
3. Landestheater Schwaben Memmingen
  - 01. Mai 2013: Die ganze Welt (Bluebox)
4. Theater Ansbach
5. Theater Augsburg
6. E.T.A.-Hoffmann-Theater, Bamberg
7. Landestheater Coburg
8. das theater erlangen
9. Theater an der Rott, Eggenfelden
10. Stadttheater Fürth
11. Theater Hof
12. Theater Ingolstadt
13. Theater in Kempten
14. kleines theater – Kammerspiele Landshut
15. Dehnberger Hoftheater, Lauf
16. Fränkisches Theater Schloss Maßbach
17. Bayerische Theaterakademie August Everding, München
18. Komödie im Bayerischen Hof, München
19. Metropoltheater, München
20. Münchner Kammerspiele
21. Münchner Volkstheater
22. Residenztheater, München
23. Staatstheater am Gärtnerplatz München
24. AuGuSTheater Neu-Ulm
25. Das Papiertheater, Nürnberg
26. Gostner Hoftheater, Nürnberg
27. Theater Mummpitz, Nürnberg
28. Theater Pfütze, Nürnberg
29. Theater Regensburg
30. Belacqua Theater, Wasserburg
31. Mainfranken Theater Würzburg